# Eliseo Álvarez
Eliseo Álvarez (* 27. Juli 1940 oder 9. August 1940 in Salto; † 1997 Fußnote 1 in Montevideo) war ein uruguayischer Fußballspieler.

## Spielerlaufbahn

### Verein
Der 1,68 Meter große Defensivakteur Álvarez, der in seiner Jugendzeit in seiner Heimatstadt in Reihen des Klubs Ferrocarrils stand, gehörte in den Jahren 1957 bis 1965 dem Kader des montevideanischen Vereins Nacional in der Primera División an. Mit den Bolsos gewann er 1963 den Landesmeistertitel. 1964 steht die Teilnahme an den Finalspielen der Copa Campeones de América für ihn zu Buche, in denen Nacional dem argentinischen Vertreter Independiente letztlich die Trophäe überlassen musste. Im Jahr 1966 spielte er für die Rampla Juniors. Sodann führte sein Weg ins Ausland, wo er sich zunächst den argentinischen Vereinen Platense (1967) und Banfield (1967 bis 1969) anschloss. 1971 ist für Álvarez eine Station beim kolumbianischen Verein Atlético Junior verzeichnet. 1972 spielte er in Ecuador bei LDU Quito. Am Ende seiner Karriere, die er zwischenzeitlich schon beendet hatte, stand er in den Jahren 1976 und 1977 nach Reaktivierung durch den dortigen Trainer Prof. De León noch bei Veracruz in Mexiko unter Vertrag. Dort absolvierte er 23 Spiele in der höchsten Spielklasse. Als weiterer Verein im Laufe seiner Karriere wird zudem Fénix angeführt.

### Nationalmannschaft
Álvarez war auch Mitglied der A-Nationalmannschaft Uruguays, für die er zwischen dem 30. Mai 1962 und dem 26. Juni 1966 sechs Länderspiele absolvierte. Ein Länderspieltor erzielte er nicht. Mit der Celeste nahm er an der Weltmeisterschaft 1962 teil. Dort kam er im in allen drei Gruppenspielen zum Einsatz. In der Begegnung gegen die sowjetische Auswahl brach er sich dabei in der ersten Halbzeit das Wadenbein, weigerte sich jedoch ins Krankenhaus gebracht zu werden. In der Folge konnte er dennoch erfolgreich operiert werden. Da es seinerzeit noch keine Wechsel gab, spielte er bis zum Schlusspfiff stehend als linke Angriffsspitze weiter. Beim WM-Turnier 1966 stand er ebenfalls im uruguayischen Aufgebot. Ein Spiel bestritt er dort jedoch nicht.

## Erfolge
- Uruguayischer Meister: 1963